# City of Hobart

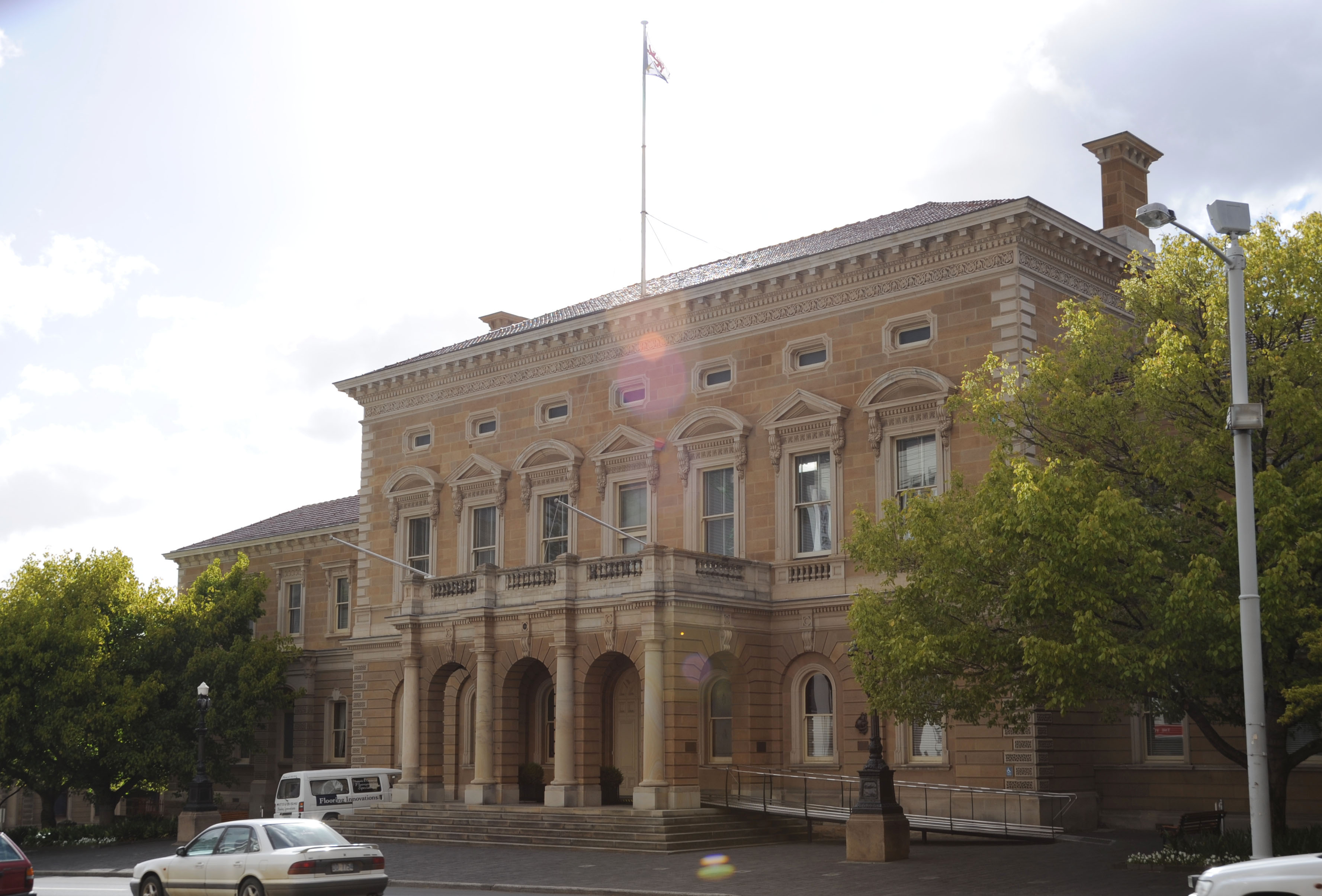
Hobart Town Hall

City of Hobart – obszar samorządu lokalnego (ang. local government area), obejmująca obszar city stolicy stanu, wchodząca w skład aglomeracji Hobart. Rada Miasta Hobart składa się z dwunastu członków a na czele stoi burmistrz. Rada Miasta wybierana jest co dwa lata. Obszar ten zamieszkuje 49 720 osób (dane z 2007). 
W celu identyfikacji samorządu Australian Bureau of Statistics wprowadziło czterocyfrowy kod dla City of Hobart – 2810. Dodatkowo obszar podzielony jest na dwa lokalne obszary statystyczne (ang. statistical local area). 

## Miasta partnerskie
- Yaizu[4]
- L’Aquila[4]